# Daniela Sruoga
Daniela Sruoga (21. rujna 1987.) je argentinska hokejašica na travi. Igra u veznom redu.
S argentinskom izabranom vrstom je osvajala odličja i sudjelovala na više međunarodnih natjecanja.
Po stanju od 3. studenoga 2009., igra za klub Club de Gimnasia y Esgrima de Buenos Aires (kraticom G.E.B.A.).

## Sudjelovanja na velikim natjecanjima
- juniorske Panameričke igre 2008. u Meksiku (bronca)
- Panamerički kup 2009.
- Trofej prvakinja 2009.